# Mas Saurina
Mas Saurina és una masia al nord-oest del nucli urbà de la població de Palau-saverdera (Alt Empordà), al carrer de la Ciutat i a escassa distància de la font de Dalt. Aquest mas catalogat a l'Inventari del Patrimoni Arquitectònic de Catalunya, és de planta irregular format per l'edifici principal i l'espai destinat a les tasques agrícoles, unit a la casa mitjançant un mur de tanca. L'edifici principal està format per diversos cossos adossats. Presenta la coberta a dues aigües de teula i està distribuït en planta baixa i pis, amb una terrassa davantera a la que s'accedeix des d'unes escales exteriors. La majoria d'obertures de l'edifici han estat transformades, tot i que a la planta baixa es conserva una finestra d'arc de mig punt bastida amb pedra i al primer pis una altra. Adossat a la façana principal hi ha un cos rectangular, amb coberta a dues aigües, que alhora presenta una altra terrassa adossada al nivell del primer pis. A la planta baixa, aquest cos s'utilitza com a magatzem. Al costat, un altre petit edifici adossat també al mur de tanca, presenta un arc de mig punt molt reformat per accedir a l'interior. Al nord, adossat a aquesta construcció, hi ha la quadra. De planta rectangular, dos pisos i amb la coberta a dues vessants de teula, presenta dues grans arcades de mig punt, bastides amb lloses de pedra disposades a sardinell, sostingudes per pilars quadrats amb les impostes destacades. Al pis, una finestra rectangular amb la llinda de pedra i els brancals de maons.
El recinte està separat del carrer per una tanca de pedra. Al costat de la porta d'accés hi ha una petita construcció coberta amb volta de mig punt i bastida amb pedra i morter, que probablement és una font. Tota la construcció és de pedra sense treballar lligada amb morter de calç, excepte la terrassa i les escales que donen accés a la casa, que estan arrebossades i pintades.
La nissaga dels Saurina es remunta als segles XIV-XV, on destacaven per ser gran ramaders de cabres i ovelles, encara que també exercitaren càrrecs locals com els batlles i homes de confiança dels nobles locals. Posteriorment, a finals del s. XIX, la família Can Bech es feu amb la propietat. L'heretat es manté deshabitada donat que els actuals propietaris resideixen fora de Palau.